# إريك جيرارد
إريك جيرارد هو اقتصادي وسياسي كندي، ولد في 9 أكتوبر 1966 في سات إيل في كندا. نشط حزبياً في Coalition Avenir Québec ‏. وقد انتخب وزير المالية ‏ (18 أكتوبر 2018 – ) وانتخب عضو الجمعية الوطنية في كيبك ‏ عن دائرة Groulx ‏ وقد انضم خلال فترته النيابية ‏ (1 أكتوبر 2018 – ) للكتلة البرلمانية Coalition Avenir Québec ‏.